# Hidraulički krug
Hidraulički krug se obično sastoji od:
- hidrauličke pumpe (obično spojkom povezana s elektromotorom),
- hidrauličkog razvodnika,
- hidrauličkih ventila (nepovratni ventil, protočni ventil, tlačni ventil, sigurnosni ventil),
- filtra ulja,
- hidrauličkog fluida (obično mineralno ulje), uključujući spremnik (rezervoar),
- hidrauličkog cilindra ili hidrauličkog motora,
- hidrauličkih vodova.

## Hidraulički vodovi
Za prijenos hidrauličke energije koriste se hidraulički vodovi (cjevovodi, savitljivi cjevovodi, protočni otvori ili specijalno oblikovani protočni kanali). Mjere (dimenzije) protočnog otvora hidrauličkih vodova, kao i njihov oblik, značajno utječu na veličinu gubitaka hidrauličke energije u hidrauličkom pogonu. Promjer protočnog otvora hidrauličkog voda ovisi o protoku i tlaku te dopuštene brzine strujanja u sustavu. Brzina strujanja je ograničena s obzirom na gubitke u cjevovodu.
| Hidraulički vod | Vrijednost tlaka u vodu | Dopuštena brzina |
| --------------- | ----------------------- | ---------------- |
| usisni vodovi   |                         | manji od 1,5 m/s |
| tlačni vodovi   | za tlakove od 50 bara   | 4,0 m/s          |
|                 | od 50 do 100 bara       | 4,5 m/s          |
|                 | od 100 do 200 bara      | 5,5 m/s          |
|                 | od 200 do 300 bara      | 6,0 m/s          |
|                 | od 300 do 400 bara      | 6,5 m/s          |
| povratni vod    |                         | 2,0 m/s          |

### Promjer cijevi
Promjer protočnog otvora d hidrauličkih vodova određuje se računski na osnovu zadane veličine protoka Q, brzine strujanja v i pada tlaka:
{\displaystyle d={\sqrt {\frac {Q}{\pi \cdot v}}}}
gdje je: d (m) – promjer protočnog otvora (cijevi), Q (m3/s) - volumni protok, v (m/s) – brzina strujanja ulja.

### Protok
Nazivni protočni otvori hidrauličkih dijelova su standardizirani (HRN L.N1.028):
| Hidraulički vod | Vrijednost tlaka u vodu | Dopuštena brzina          |
| --------------- | ----------------------- | ------------------------- |
| NP 4            | Q = 4,5 l/min           | (vrlo rijetko u upotrebi) |
| NP 6            | Q = 10 l/min            |                           |
| NP 8            | Q = 18 l/min            | (vrlo rijetko u upotrebi) |
| NP 10           | Q = 30 l/min            |                           |
| NP 16           | Q = 70 l/min            |                           |
| NP 20           | Q = 120 l/min           |                           |
| NP 25           | Q = 180 l/min           |                           |
| NP 32           | Q = 250 l/min           |                           |
| NP 50           | Q = 630 l/min           | (specijalne namjene)      |

U tablici su navedene vrijednosti veličina protočnih otvora hidrauličkih vodova koji se proizvode, kao i vrijednosti najvećeg protoka koji se može dobiti pri brzini strujanja od 6 m/s i tlaku 200 bara. Navedene vrijednosti protoka dobivene su računski i imaju informativni karakter (za stvarne vrijednosti treba provjeriti u katalozima proizvođača). 

### Kruti metalni cjevovodi
Za prijenos hidrauličke energije najčešće se koriste bešavne čelične cijevi izrađene prema standardima: HRN V.B5.230 od čelika Č.1330, ili prema DIN 2391 od čelika St.35.4 BWK. One moraju biti valjane i vučene da bi se dobila određena kvaliteta obrade površine i s atestom o ispitivanju na tlak. Svojstva bakrenih i aluminijskih cijevi za hidrauličke pogone određena su standardom DIN 1754. Nazivni promjeri odgovaraju standardu HRN L.N1.028. 
Debljina stijenke cijevi za hidrauličke pogone određuju se prema iskustvenom izrazu:
{\displaystyle S_{0}={\frac {d_{s}\cdot p}{200\cdot \sigma _{k}}}\cdot s}
gdje je: S0 (mm) – debljina stijenke cijevi, p (bar) – tlak u cijevi, ds (mm) – vanjski promjer cijevi, σk (N/mm2) – dopušteno naprezanje materijala u cijevi, s – koeficijent sigurnosti (prosječna vrijednost mu je 2). 
Cjevovod se oblikuje specijalnim alatima. Iskustvene preporuke za polumjere savijanja čeličnih cijevi su:
- za promjere do ds = 18 mm polumjer savijanja rs je od 2 do 2,5 ds,
- za promjere od ds = 18 mm polumjer savijanja rs je od 2,5 do 3 ds.

Hidraulički metalni vodovi su veoma osjetljivi na oscilacije koji se javljaju zbog oscilacija tlaka, hidrauličkih udara i neravnomjernog protjecanja hidrauličkog ulja. Posljedica tih vibracija je zamor materijala i otkazivanje hidrauličkih vodova. Amplituda i frekvencija vibracija cjevovoda se može značajno smanjiti pravilnim izborom raspona oslonaca što je vrlo važno kod dugih hidrauličkih vodova (duljih od jednoga metra).
Krajevi cijevi se završavaju priključcima koji služe za povezivanje s dijelovima hidrauličkog pogona. Izlazni dio priključka se završava navojem (HRN L.N1.027). Cijev s priključkom se može spojiti na dio hidrauličkog pogona (razvodnik, ventil i slično), priključnu ploču dijelova te priključni dio. Priključak na kraju cijevi je konstrukcijski tako izveden da se u toku korištenja hidrauličkog pogona može nesmetano obaviti rastavljanje (demontaža) i ugradnja (montaža) pojedinih dijelova sustava te dijelova cjevovoda. Za spajanje hidrauličkih vodova velikih promjera (NP 50 i više) koriste se prirubnice. Najčešće se koriste priključci s navojem (narezom). Zavareni priključak primjenjuje se za pogone koji se proizvode u velikim serijama. Pertlovani priključak pogodan je za priključivanje cijevi od obojenih metala. Priključivanje pomoću reznog prstena odlikuje se jednostavnošću, pa se cijevi tako spojene lako skidaju i ugrađuju, pa se postupci popravaka (remonta) hidrauličkog pogona značajno pojednostavljuju. 

### Dijelovi armature hidrauličkog pogona
Ugradnjom priključka koji se završava navojem na kraju cijevi, cijev je spremna za ugradnju u hidrauličku instalaciju. Da bi se omogućilo spajanje dijelova hidrauličkog pogona, razvijen je niz dijelova: spojnice, račve, koljena, proširenja ili suženja. Nazivni protočni otvori, priključni navoji, kao i radni tlakovi tih dijelova odgovaraju standardima HRN L.N1.027 i HRN L.N1.028. 

### Savitljivi cjevovod
Savitljivi cjevovodi su "nužno zlo" bez kojega se ne može u hidrauličkim pogonima. Izrađuju se od gume i različitih sintetičkih materijala. Ojačani su odgovarajućom armaturom prema zadanom tlaku. Omogućuju prijenos hidrauličke energije gdje to nije moguće krutim cjevovodima. Savitljivi su, elastični i mogu se prilagoditi prema radnom stroju. Grade se za niske, srednje i visoke tlakove. Osjetljivi su na vibracije. Podložni su starenju (guma i neki plastifikatori mijenjaju osobine zbog starenja). Lako se oštećuju s vanjske strane. Postoji mogućnost loma zbog zamora materijala i nepravilne ugradnje. Radni vijek savitljivih cijevi je ograničen. Savitljive gumeno-armirane cijevi su elastične i stlačivost hidrauličkog ulja u hidrauličkom pogonu se nekontrolirano mijenja, što može izazvati vibracije izvršnih motora u sustavu. 
Elastičnost savitljivih cjevovoda može biti iskorištena za akumulaciju hidrauličke energije i za kompenzaciju kratkotrajnih udara tlaka (kao kod hidrauličkog akumulatora). Nazivni protočni otvori savitljivih cjevovoda odgovaraju standardu HRN L.N1.028. Nazivni protočni otvor izabire se na osnovi zadanog protoka, radnog tlaka i dopuštene brzine strujanja. Krajevi savitljivih cjevovoda završavaju standardnim navojem. Velika pažnja se mora posvetiti pravilnoj ugradnji savitljivih cijevi. Nepravilno ugrađena savitljiva cijev nije pouzdana i vijek trajanja joj je višestruko kraći.